# 尼德姆鎮區 (印地安納州約翰遜縣)
尼德姆鎮區（英語：Needham Township）是位於美國印地安納州約翰遜縣的一個行政鎮區。

## 地方資料
根據2010年美國人口普查的數據，尼德姆鎮區的面積為90.70平方千米，當中陸地面積為90.70平方千米，而水域面積為0.00平方千米。當地共有人口6511人，而人口密度為每平方千米71.79人。